# NGC 2218
NGC 2218 — группа звёзд в созвездии Близнецы.
Этот объект входит в число перечисленных в оригинальной редакции «Нового общего каталога».
Состоит из пяти никак не связанных между собой звёзд. В каталоге Маркри объект записан как «туманность».